# Maria im Stein

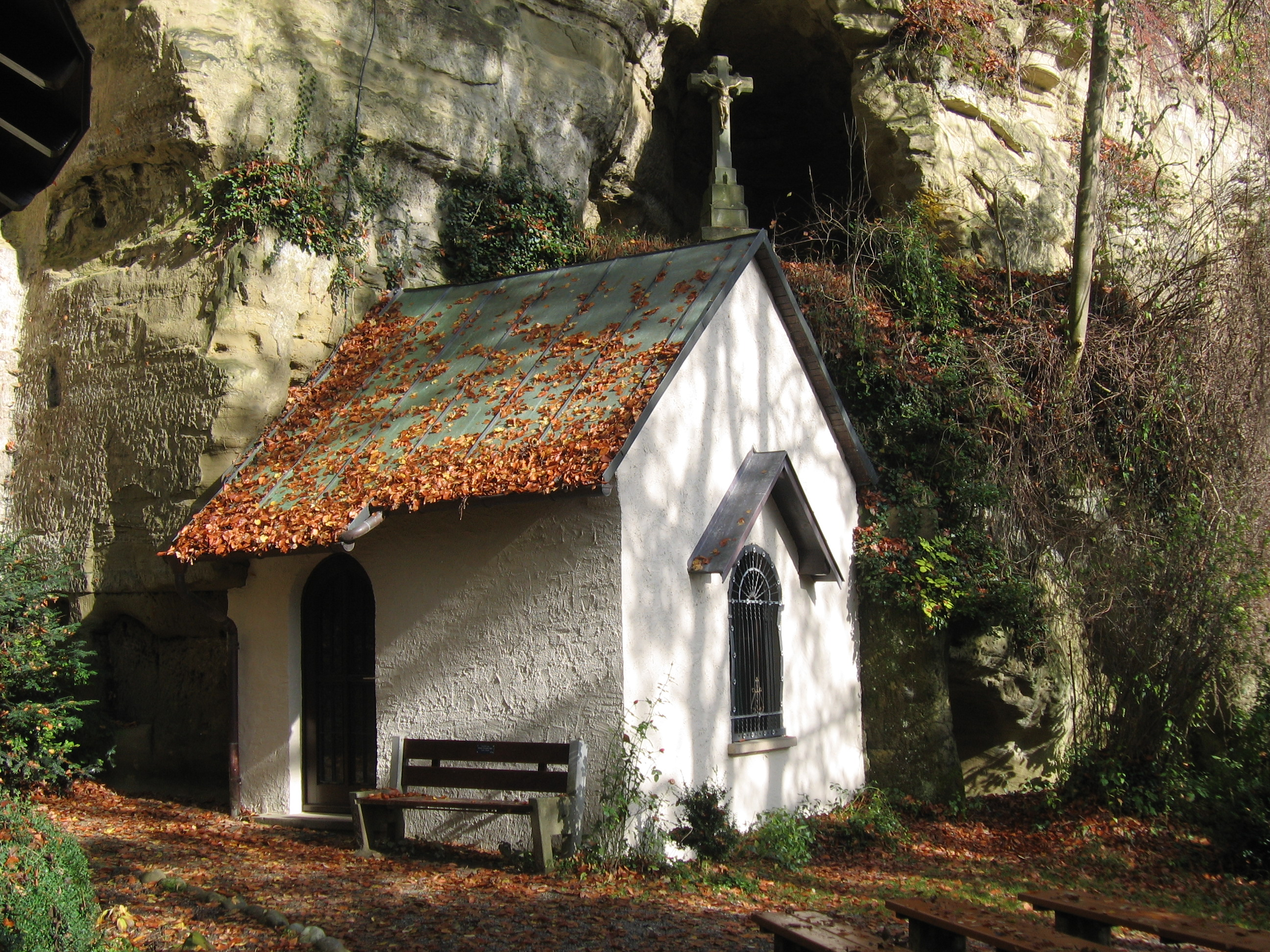
Kapelle

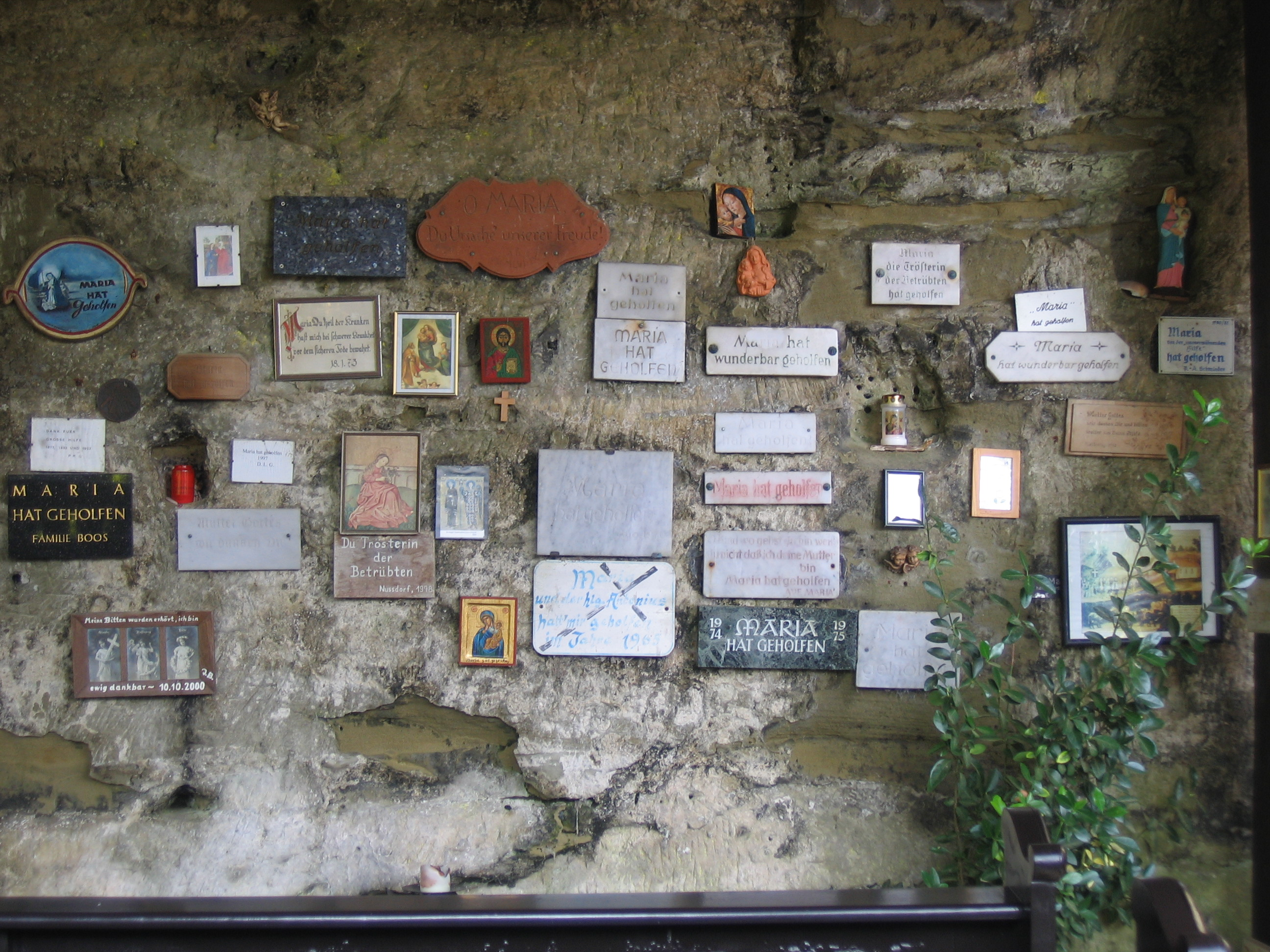
Votivtafeln bei der Kapelle

Maria im Stein ist ein über 500 Jahre alter Wallfahrtsort im Naturschutzgebiet Aachtobel unterhalb der Steinhöfe, im Gebiet des zu Überlingen gehörenden Dorfes Lippertsreute und in der Nähe des Dorfes Hohenbodman (Gemeinde Owingen) im baden-württembergischen Bodenseekreis.

## Legende
Die Legende besagt, dass Alberto von Bodmann beim Zug in das Heilige Land gegen die Türken in Gefangenschaft geriet. Nach vielen Jahren habe Alberto alle irdischen Hoffnungen schwinden gesehen und sich so im Gebet zu Gott und Maria gewandt. Nach glücklicher Flucht aus türkischer Gefangenschaft erbaute er hier, an diesem Ort, wo er seine Heimatburg zum ersten Mal wieder erblickte, getreu seinem Gelöbnis der Mutter Gottes, eine Kirche.

## Geschichte
Am 24. Februar 1550 wird die Kapelle in einem Erblehensrevers erstmals schriftlich erwähnt. In einer Karte von 1663 ist der Ort mit einem Kreuz und einem Turm gekennzeichnet. 1715 werden umfangreiche Reparaturen an der baufälligen Kapelle vorgenommen.
Seine größte Blüte erlebte der Wallfahrtsort, der nur durch einen Wanderweg erschlossen ist, in den Jahren von 1720 bis 1750. Die Pilger strömten damals zum Gnadenbild der „Trösterin der Betrübten“. Zahlreiche Votivtafeln zeugen von gefundener Hilfe durch die Gebete zur Gnadenmutter.

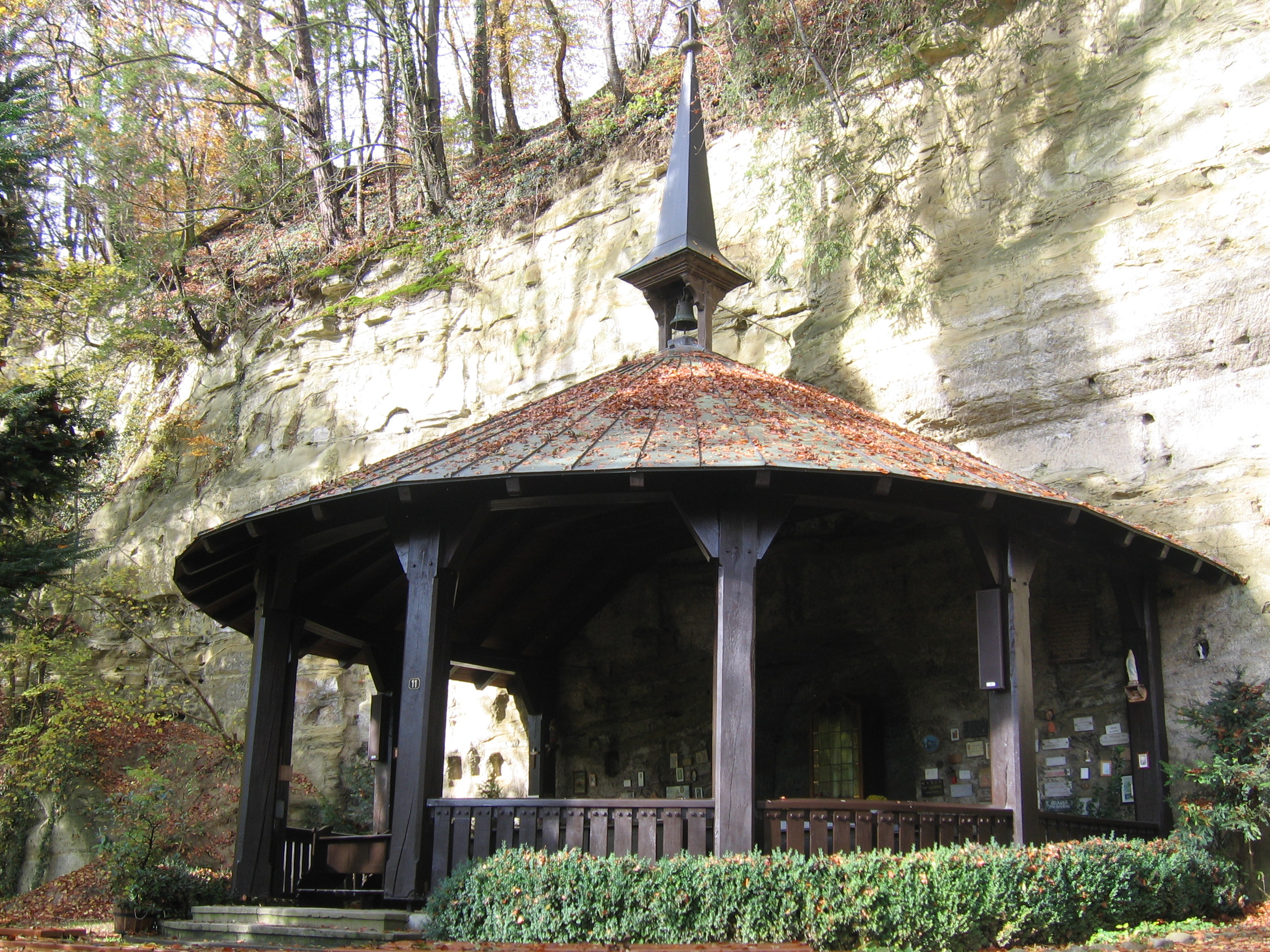
Neue Kapelle

Anfang des 19. Jahrhunderts wurde die Wallfahrtsstätte aufgehoben, das Gnadenbild kam in die Lippertsreuter Pfarrkirche. 1948 wurde im Tobel eine neue Kapelle errichtet. Hauptwallfahrtszeit ist der Mai, bis in den Herbst hinein finden Messen und Andachten statt.

## Wallfahrtslied
Erhabene Himmelskönigin,
am Throne unsere Mittlerin
Begnadigte, die sich der Herr
zur reinen Mutter auserkor,
sie heiligte von Anbeginn;
sieh auf zu uns, holde Mittlerin;
sieh auf zu uns, holde Mittlerin!
Des Geistes eingeweihte Braut,
auf die der Herr mit Liebe schaut,
durch Gottes unerforschte Kraft
des Ewigen Gebärerin;
sei unsere Mutter für und für
in Demut fliehen wir zu dir;
in Demut fliehen wir zu dir!
O du, die heilig, rein und groß
das Heilige trug in heiligem Schoß;
O du, die ihren Gott und Herrn,
das Heil, die Hoffnung aller Welt,
mit zartem Mutterarm umschlang:
Hör deiner Kinder Preisgesang;
Hör deiner Kinder Preisgesang!

## Wanderweg
Direkt an der Kapelle führt der Jubiläumsweg Bodenseekreis vorbei, ein 111 Kilometer langer Wanderweg, der 1998 zum 25-jährigen Bestehen des Bodenseekreises ausgeschildert wurde.